# Amikumu
Amikumu est un logiciel multiplateforme pour smartphones (Android et iOS) permettant de rechercher et de contacter des locuteurs de centaines de langues. 
En 2020 il y avait des membres dans plus de 130 pays, parlant 639 langues. 
L’application fonctionne de deux manières différentes. On peut trouver des locuteurs à proximité grâce à une liste ou une carte,.
L'application a été lancée par deux espérantistes le 22 avril 2017,,.